# Sitenské předhůří
Sitnianské predhorie je geomorfologickou částí Sitnianské vrchoviny, podcelku Štiavnických vrchů.  Zabírá její západní a jižní část, jihozápadně od Banské Štiavnice. 

## Polohopis
Území se nachází v jižní části Štiavnických vrchů a zabírá střední, západní a jižní část podcelku Sitnianská vrchovina. Severozápadním směrem sousedí Hodrušská hornatina, severně navazuje Štiavnická brázda a Sitno (obě části Sitnianské vrchoviny) a východním směrem pokračují Štiavnické vrchy podcelkem Skalka. Hluboce do centrální části zasahuje Prenčovská kotlina a východním směrem sousedí Bzovícká pahorkatina, podcelek Krupinské planiny. Jižně navazuje Ipeľská pahorkatina (podcelek Podunajské pahorkatiny) a její části Sebechlebská pahorkatina, Brhlovské podhorie a Bátovská pahorkatina. 
Sitnianské predhorie patří do povodí Ipľu a vodní toky směřují jižním směrem. Mezi významnější patří říčka Jabloňovka, přítok Sikenice, Počúvadlianským jezerem protékající Klastavský potok, Belujský potok a ve východní části řeka Štiavnica. Údolími vedou komunikace, zpřístupňující sídla, přičemž nejvýznamnější je silnice I/51. Vede jižní částí území a v Hontianských Nemciach (kde kříží E 77 v trase silnice I/66 Šahy–Zvolen) se stáčí do údolí Štiavnice a pokračuje severním směrem k Banské Štiavnici. Severozápadní částí vede přes Štiavnické Bane na jihozápad silnice II / 524. 

## Chráněná území
Tato oblast Štiavnických vrchů kromě nejjižnější okrajové části leží v Chráněné krajinné oblasti. Zvláště chráněným územím je přírodní rezervace Jabloňovský Roháč. 

## Turismus
Jižní část pohoří patří mezi klidnější a méně navštěvované oblasti, severozápadní okraj Sitnianského predhoria je díky památkám v obci Štiavnické Bane, atraktivnímu Počúvadlianskému a Richnavskému jezeru oblíbeným cílem turistů. V blízkosti území se nachází monumentální Sitno s hradem a především město Banská Štiavnica.

### Turistické trasy
- po  červeně značené Rudné magistrále okolo Richnavského jazera a rozcestím v sedle Krížna přes Štiavnické Bane do Banské Štiavnice
- po  modře značené trase:
  - ze Sebechlieb přes Beluj k Počúvadlianskému jezeru
  - z Prenčova na vrch Sitno (1009 m n. m.) s odbočením na Sitnianský hrad
- po  zelené značce od obce Jabloňovce okrajem PR Jabloňovský Roháč k Počúvadlianskému jezeru a dále na Sitno
- po  žluté značce:
  - z rozcestí při horárni Tepličky ke Koháriho dubu
  - od Počúvadlianského jezera rozcestím v sedle Krížna a rozc. Vlčia jama na rozc. Tatársky jarok[2]